# Streda nad Bodrogom
Streda nad Bodrogom (hongrois : Bodrogszerdahely) est un village de Slovaquie situé dans la région de Košice.

## Histoire
Première mention écrite du village en 1270.
La localité fut annexée par la Hongrie après le premier arbitrage de Vienne le 2 novembre 1938. En 1938, on comptait 1990 habitants dont 98 d'origines juives. Elle faisait partie du district de Sátoraljaújhely (hongrois : Sátoraljaújhelyi járás). Le nom de la localité avant la Seconde Guerre mondiale était Streda nad Bodrogom/Bodrog-Szerdahely. Durant la période 1938 - 1944, le nom hongrois Bodrogszerdahely était d'usage. À la libération, la commune a été réintégrée dans la Tchécoslovaquie reconstituée.

## Démographie

### Évolution de la population
| Année:               | 1994. | 2004.   | 2014.   | 2024.   |
| -------------------- | ----- | ------- | ------- | ------- |
| Nombre de personnes: | 2435  | 2430    | 2284    | 2257    |
| Différence:          |       | -0,20 % | -6,00 % | -1,18 % |

| Année:               | 2023. | 2024.   |
| -------------------- | ----- | ------- |
| Nombre de personnes: | 2253  | 2257    |
| Différence:          |       | +0,17 % |

## Transport
Le village possède une gare sur la ligne de chemin de fer 190 entre Košice et Čierna nad Tisou.